# أمر المواطنة الفلسطينية 1925
نظام المواطنة الفلسطينية في 1925 كان قانوناً لانتداب فلسطين أنشأ جنسية فلسطينية لسكان إقليم فلسطين. أُعلن عنه في 24 يوليو 1925 ودخل حيز التنفيذ في 1 أغسطس عام 1925. ظلّ الأمر ساري المفعول حتى 14 مايو 1948، عندما انسحب البريطانيون من انتداب فلسطين، وانتهت المواطنة الفلسطينية. سنّت إسرائيل قانون المواطنة في 1952، بينما خضع سكان الضفة الغربية لقانون الجنسية الخاص بالأردن.

## مصطلحات أساسية
«ستتحمل إدارة مسؤولية سنّ قانون جنسيّ. يجب أن يتم تضمينها ضمن أحكام هذا القانون المؤكدة لتسهيل الحصول على الجنسية الفلسطينية من قبل اليهود الذين يقيمون بشكل دائم في فلسطين.»
هذا أيضاً أحدث تأثيراً في معاهدة "لوزان" التي بدأت عام 6 أغسطس 1924 وصرحت أن المواطنين العثمانيين الذين كانوا "مقيمين معتادين على ما أصبح يُعرف بـفلسطين سيصبحون محليين في تلك المنطقة.
«الأوامر منحت الجنسية الفلسطينية للرعايا الأتراك المعتادين المقيمين في أرض في في اليوم الأول من أغسطس، 1925.» تم استبعاد شرقي الأردن تحديدًا.
"وفق بعض الظروف، تم منح الجنسية أيضاً إلى بعض الأشخاص المقيمين خارجاً بشكل معتاد، بالإضافة إلى أبناء أو زوجة رجل فلسطيني. لم يكن الأمر يتضمن أيّ اختبار مرتكز على العرق أو الدين، عدا أنّ الأشخاص الذين من عرق غير الأغلبية بوسعهم الامتناع عن الجنسية الفلسطينية إن قُبلوا من قبل دولة أخرى كانت أجناسهم أغلبيةً.
"الجنسية العثمانية نشأت من القانون الوطني للعثماني عام 1869، الذي أوجد الجنسية العثمانية المشتركة بغض النظر عن الانتماء الديني أو العرقي.
«بموجب الأوامر، يمكن الحصول على الجنسية الفلسطينية من خلال»
- التغيير الطبيعي من الجنسية العثمانية إلى الفلسطينية" (الجزء الأول من الأمر)
- إنجاب أب كان مواطناً فلسطينياً بنفسه، أو ولادته في فلسطين دون الحصول على الجنسية من أي دولة أخرى (الجزء الثاني من الأمر)
- «التوطين بعد فترة إقامة في فلسطين» (الجزء الثالث من الأمر)

كان للمواطنين الفلسطينيين حق الإقامة في فلسطين، لكنهم لم يكونوا رعاياً بريطانيين، واعتبروا بدلاً من ذلك أشخاصاً بريطانيين محميين.